# Ярі-Махале
Ярі-Махале (перс. ياري محله) — село в Ірані, у дегестані Хараджґіль, у бахші Асалем, шагрестані Талеш остану Ґілян. За даними перепису 2006 року, його населення становило 192 особи, що проживали у складі 42 сімей.

## Клімат
Середня річна температура становить 13,91°C, середня максимальна – 27,43°C, а середня мінімальна – -0,45°C. Середня річна кількість опадів – 737 мм.
| Клімат поселення                              | Клімат поселення | Клімат поселення | Клімат поселення | Клімат поселення | Клімат поселення | Клімат поселення | Клімат поселення | Клімат поселення | Клімат поселення | Клімат поселення | Клімат поселення | Клімат поселення | Клімат поселення |
| Показник                                      | Січ.             | Лют.             | Бер.             | Квіт.            | Трав.            | Черв.            | Лип.             | Серп.            | Вер.             | Жовт.            | Лист.            | Груд.            |                  |
| Середній максимум, °C                         | 10,22            | 10,70            | 12,54            | 17,18            | 21,33            | 25,54            | 27,43            | 27,25            | 22,76            | 20,37            | 16,04            | 11,77            |                  |
| Середня температура, °C                       | 4,89             | 5,36             | 7,20             | 11,84            | 16,00            | 20,22            | 23,39            | 23,21            | 18,71            | 16,34            | 11,98            | 7,74             |                  |
| Середній мінімум, °C                          | −0,45            | 0,02             | 1,88             | 6,50             | 10,67            | 14,87            | 19,36            | 19,16            | 14,68            | 12,28            | 7,94             | 3,72             |                  |
| Норма опадів, мм                              | 69               | 60               | 66               | 55               | 40               | 24               | 10               | 31               | 77               | 118              | 86               | 101              |                  |
| Середньомісячна швидкість вітру, м/с          | 2.30             | 2.40             | 2.40             | 2.33             | 2.30             | 2.55             | 2.60             | 2.40             | 2.10             | 2.06             | 1.91             | 2.00             |                  |
| Середньомісячна сонячна радіація, кДж/м²·день | 6825             | 9114             | 11219            | 15832            | 19952            | 22818            | 23761            | 20035            | 16278            | 11035            | 8457             | 6501             |                  |
| --------------------------------------------- | ---------------- | ---------------- | ---------------- | ---------------- | ---------------- | ---------------- | ---------------- | ---------------- | ---------------- | ---------------- | ---------------- | ---------------- | ---------------- |
| Джерело:                                      |                  |                  |                  |                  |                  |                  |                  |                  |                  |                  |                  |                  |                  |